# Bitwa nad Irpieniem

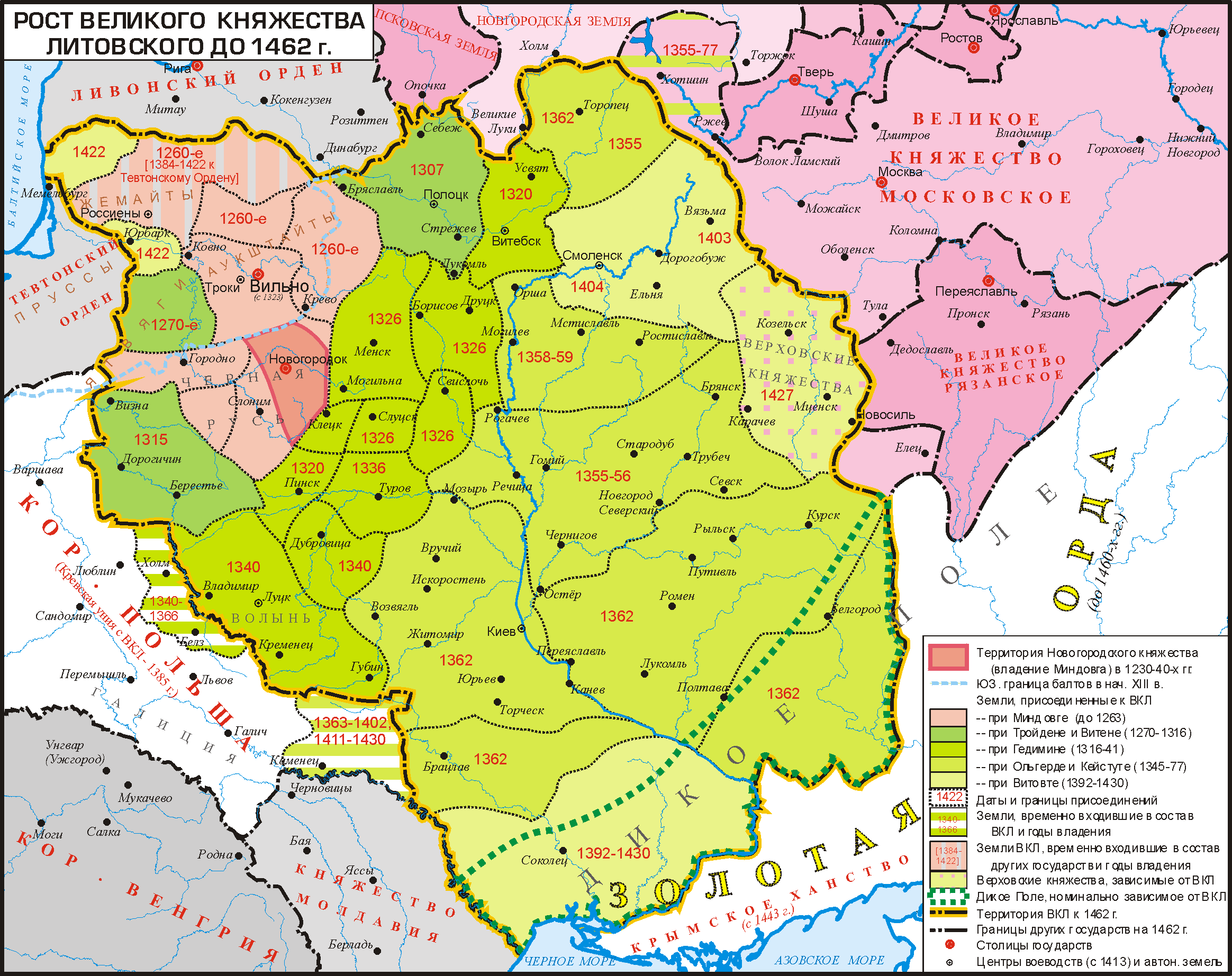
Wielkie Księstwo Litewskie przed rokiem 1462

Bitwa nad Irpieniem, stoczona została między litewską armią Giedymina oraz drużyną księcia kijowskiego Stanisława, nad rzeką Irpień w roku 1321. Zakończona zwycięstwem litewskim oraz śmiercią książąt Lwa łuckiego i Olega perejasławskiego. Stanisław ks. kijowski zbiegł do Riazania. Księstwo kijowskie zostało podporządkowane Wielkiemu Księstwu Litewskiemu. Księciem kijowskim został wyznaczony przez Giedymina Mendog z książąt Holszańskich. Holszańscy utrzymali się w Kijowie do 1331, gdy do władzy z pomocą Złotej Ordy powrócili Rurykowicze putywelscy. Księstwo kijowskie zostało ostatecznie poddane władzy Giedyminowiczów w 1362, po zwycięstwie Olgierda Giedyminowicza w bitwie nad Sinymi Wodami.